# Oxford Nanopore Technologies
Oxford Nanopore Technologies, ibland förkortat till ONT, är ett brittiskt företag inom bioteknik och medicin som grundades 2005 och börsnoterades 2021. Företaget tillverkar sekvenatorer, maskiner som kan utföra DNA-sekvensering och RNA-sekvensering med hjälp av nanoporer. Det är det första företag som skapat kommersiella sekvenatorer som använder teknologin nanopor-sekvensering.

## Historik
Nanopor-sekvensering utvecklades som koncept under 1980-talet och teknologin vidareutvecklades från början av 1990-talet. Det framsteg som krävdes för att teknologin skulle bli användbar på riktigt var att man lyckades skapa ett motorprotein som kan kopplas till nanoporerna, detta är den kombination som används i Oxford Nanopore Technologies produkter. 
År 2005 grundades Oxford Nanopore Technologies av Hagan Bayley, Spike Willcocks  och Gurdial Sanghera med hjälp av investeringar från IP Group. All grundarna har kopplingar till Oxfords universitet. År 2007 blev viktiga patent för deras produkter klara.
Under år 2012 presenterades Oxford Nanopore Technologies första sekvenatorer MinION och GridION på möten och konferenser. 2014 var MinION tillgänglig för vissa användare och 2015 fanns MinION kommersiellt tillgänglig.
Oxford Nanopore Technologies börsnoterades på London Stock Exchange år 2021.
År 2024 investerade Novo Holdings 60 miljoner euro i företaget.

## Produkter

### Sekvenatorer

#### MinION
MinION är en liten sekvenator som började säljas år 2015. MinION har låg strömförbrukning och kopplas direkt till en dator via USB-kabel.

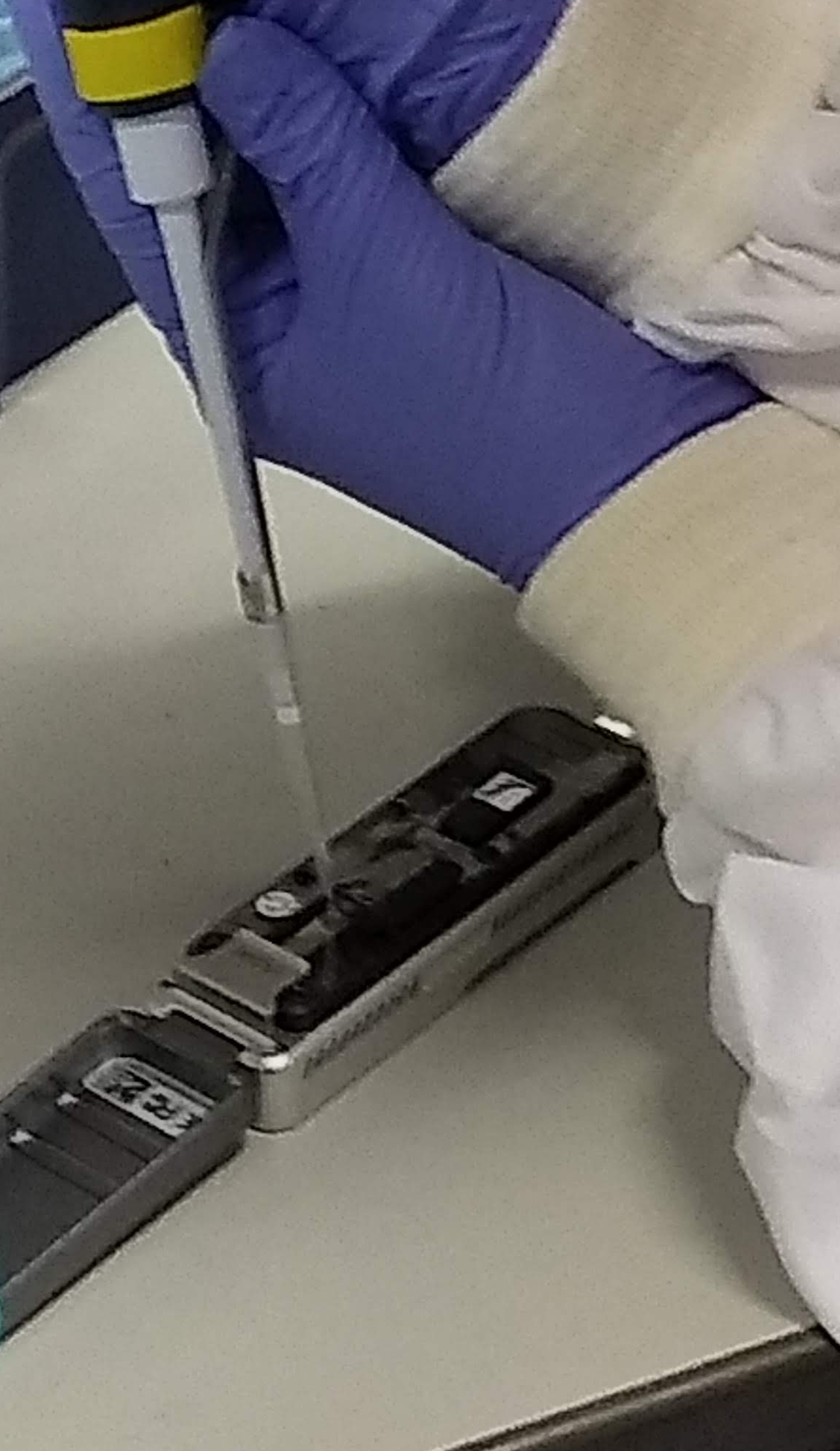
Ett prov laddas på en Oxford Nanopore MinION-flödescell med en pipett.

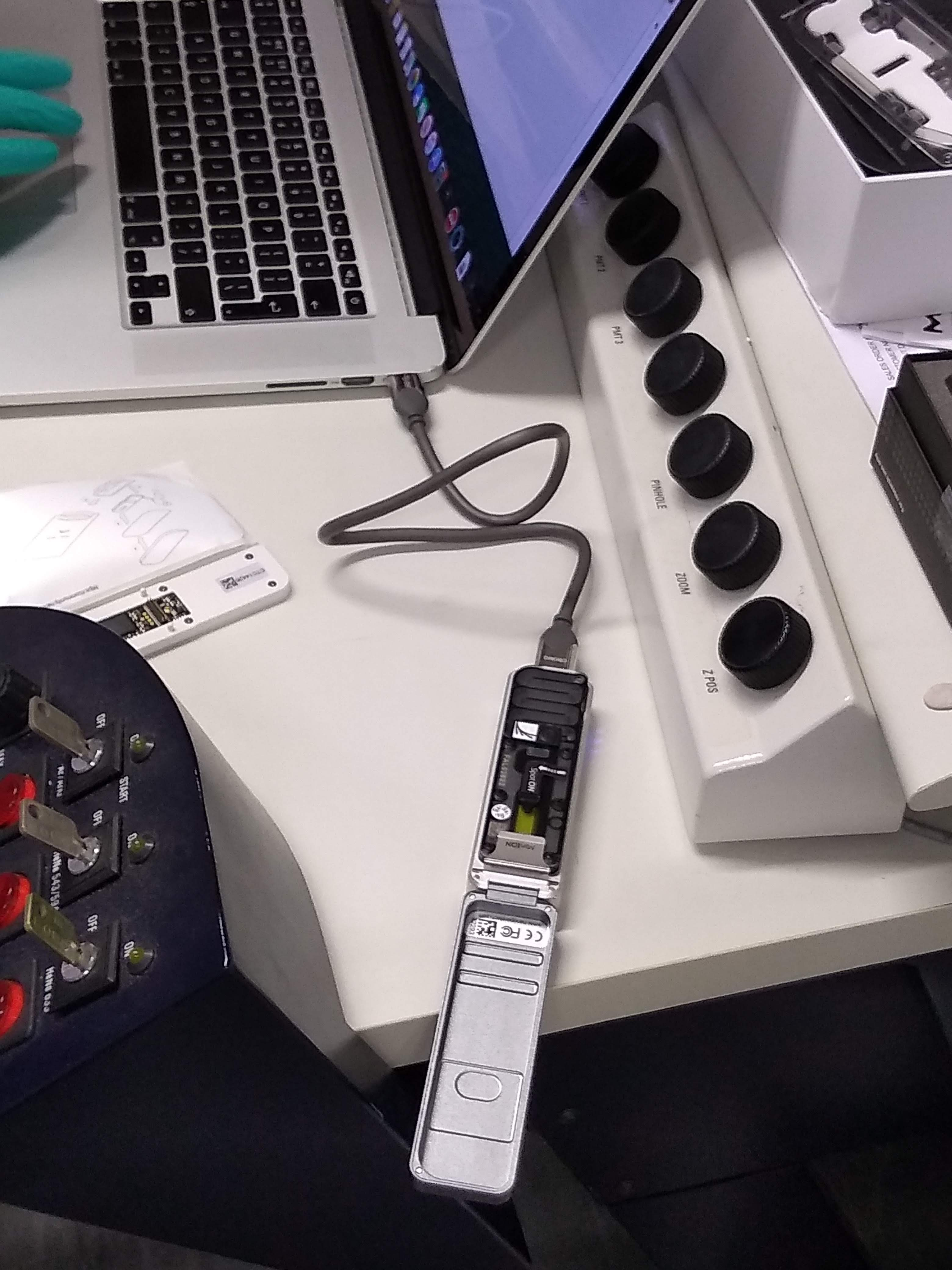
Oxford Nanopore MinION kopplad till en bärbar dator via USB.

#### GridION
GridION är en sekvenator som började säljas år 2015, teknologin är den samma som för MinION men GridION har 5 positioner för flödesceller och en kraftig inbyggd dator.

#### PromethION
PromethION är en sekvenator med större kapacitet som använder en annan typ av flödescell än MinION och GridION. PromethION lanserades 2015.

#### TraxION
TraxION är en maskin som utför både rollen av en sekvenator och kan utföra föreberedelsesteg som extraktion av nukleinsyror samt andra laborativa förberedelsesteg. TraxION är under utveckling.

### VolTRAX
En portabel maskin som använder USB-kabel för strömförsörjning och automatiskt kan utföra föreberedelsesteg för sekvensering med MinION eller GridION.

### Sekvenseringskit
Oxford Nanopore Technologies säljer ett stort antal kit med reagenser som kan användas med deras sekvenatorer.